# Emisferectomia
L'emisferectomia è un intervento chirurgico che consiste nell'asportazione di una parte di emisfero cerebrale.

## Indicazioni
Questo intervento viene eseguito solo su bambini affetti da encefalite di Rasmussen o da un altro tipo di grave danneggiamento di uno dei due emisferi. Sorprendentemente, vi sono diversi casi in letteratura che riportano un ottimo recupero delle funzioni cognitive, soprattutto in quei pazienti che si erano sottoposti alla procedura da bambini, sebbene a fronte di un significativo declino nella funzionalità motoria e sensoriale, ad esempio emiparesi ed emianopsia (Moosa et al., 2013; Liu et al., 2018; Ramantani et al., 2013)..